# Уам
Уам — одна з 14 префектур Центральноафриканської Республіки.
Межує на південному сході з префектурою Кемо, на півдні з префектурою Омбелла-Мпоко, на заході з префектурою Уам-Пенде, на півночі з Чадом.